# 양평 옥천리 삼층석탑
양평 옥천리 삼층석탑은 대한민국 경기도 양평군 옥천면 옥천리에 있다. 1994년 10월 5일 양평군의 향토유적 제33호로 지정되었다.

## 개요
삼층석탑은 전형적인 고려시대의 석탑으로서 2층의 기단 위에 3층 탑신을 세운 비교적 작은 규모의 탑이다. 석탑의 우측에는 조선후기에 조성된 대소인하마비가 자리하고 있다. 석탑의 옆에 있는 석상은 좌상으로 조선시대에 조성된 나한상으로 추정된다.